# Jhon Durán
Jhon Jader Durán Palacio (* 13. Dezember 2003 in Medellín) ist ein kolumbianischer Fußballspieler, der als Leihspieler des Al-Nassr FC bei Fenerbahçe Istanbul unter Vertrag steht. Der Stürmer ist seit September 2022 kolumbianischer Nationalspieler.

## Karriere

### Verein
Der in der kolumbianischen Stadt Medellín geborene Jhon Durán stammt aus der angesehenen Jugendabteilung des Envigado FC aus der gleichnamigen Stadt, in der auch die späteren Nationalspieler Giovanni Moreno, James Rodríguez und Juan Quintero spielten. Zur Saison 2019 wurde er mit 15 Jahren in die erste Mannschaft beordert. Am 10. Februar 2019 (4. Spieltag der Apertura) debütierte er beim 1:0-Heimsieg gegen Alianza Petrolera in der höchsten kolumbianischen Spielklasse, als er in der 91. Spielminute für Cristian Arrieta eingewechselt wurde. In seinem dritten Einsatz am 1. September 2019 (9. Spieltag der Finalización) beim 3:3-Unentschieden gegen die Rionegro Águilas erzielte er im Alter von 15 Jahren und 261 Tagen seinen ersten Ligatreffer und wurde damit hinter Hárold Romaña im Jahr 2002, der 26 Tage jünger war, zum zweitjüngsten Torschützen in der Categoría Primera A. In seiner ersten Saison bestritt er neun Ligaspiele, in denen er ein Tor erzielte.
Im nächsten Spieljahr 2020 stieg Durán bei Envigado zum Rotationsspieler auf und absolvierte insgesamt 13 Ligaspiele, in denen er erneut einen Torerfolg verbuchen konnte.
Im Januar 2025 wechselte er nach Saudi-Arabien zum Al-Nassr FC. Nach einem halben Jahr folgte eine Leihe zu Fenerbahçe Istanbul.

### Nationalmannschaft
Mit der kolumbianischen U17-Nationalmannschaft nahm Durán an der U17-Südamerikameisterschaft 2019 in Peru teil. Dort kam er in zwei von vier Gruppenspielen zum Einsatz und schied mit der Auswahl als Gruppenletzter mit null Punkten aus.